# Punxó de xassís

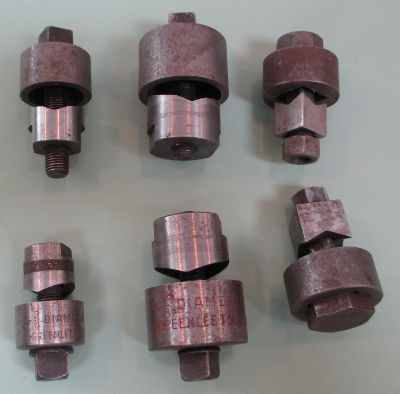
Punxons de xassís: diferents mides rodones i quadrades

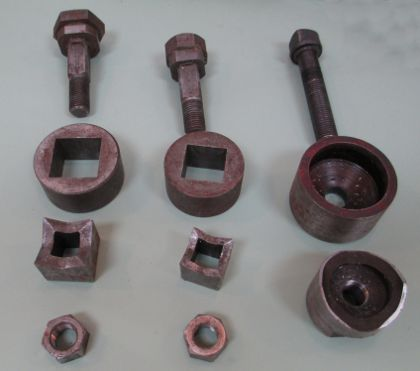
Punxons de xassís: diferents mides rodones i quadrats desmuntades

En el treball del metall, un punxó de xassís o punxó de panells, és una eina manual que s'utilitza per fer un forat a través d'una xapa. És una eina molt senzilla que consta d'un punxó, una matriu i un cargol. Hi ha tres sistemes d'accionament diferents: manual, trinquet i hidràulic.

## Funcionament
Primer es fa un forat pilot una mica més gran que el cargol del punxó. A continuació, es col·loca la matriu al cargol i el cargol s'insereix al forat pilot. A continuació, s'enrosca el cargol al punxó i el cargol s'estreny fins que el punxó es treu completament a través de la xapa.
El sistema manual utilitza un cargol que té un cap hexagonal estàndard o un cap quadrat i s'acciona amb una clau allen o una clau anglesa. Un punxó manual pot fer forats de 0.5 a 1.25 in (13 a 32 mm) . El sistema de trinquet té una clau de trinquet personalitzada que utilitza un cargol de bola per fer el procés més ràpid i fàcil. Aquest tipus de sistema té un avantatge mecànic d'aproximadament 220:1 i pot perforar fins a 3 in (76 mm) forats. de diàmetre en acer suau de calibre 10. Un sistema hidràulic és molt més voluminós i pesat que els altres sistemes, però és el més fàcil d'utilitzar i pot fer forats fins a 6 in (150 mm) de diàmetre. Es tracta d'un sistema de dues peces on les matrius s'uneixen a l'ariet que es connecta a la unitat hidràulica mitjançant una mànega flexible.

## Famílies de mida i formes
Hi ha diversos sistemes de mida per a aquests punxons. Els dos més comuns són els de mida per a mides d'eliminació elèctrica estàndard i els que són per a forats de dimensions reals. Un punxó de mida de conducte de 3/4 de polzada en realitat perfora un forat d'aproximadament 1,1 polzada de diàmetre per a un conducte de mida nominal de 3/4 de polzada. Un punxó de mida dimensional fa un forat molt proper a la mida indicada. Els jocs de punxons estan disponibles tant en mides imperials com mètriques.
Els punxons de xassís estan disponibles en una sèrie de formes, les rodones són les més habituals. Altres formes inclouen formes quadrades, hexagonals i especials per a coses com ara forats amb pestanyes clau i connectors D-sub. Les formes especials solen utilitzar cargols quadrats o una clau separada al cargol i a l'extrem del punxó per garantir l'alineació de punxó i contrapunxó